# GM HydroGen3
GM HydroGen3 – wodorowy samochód osobowy typu minivan klasy kompaktowej produkowany przez General Motors w latach 2001 – 2006.

## Historia i opis modelu

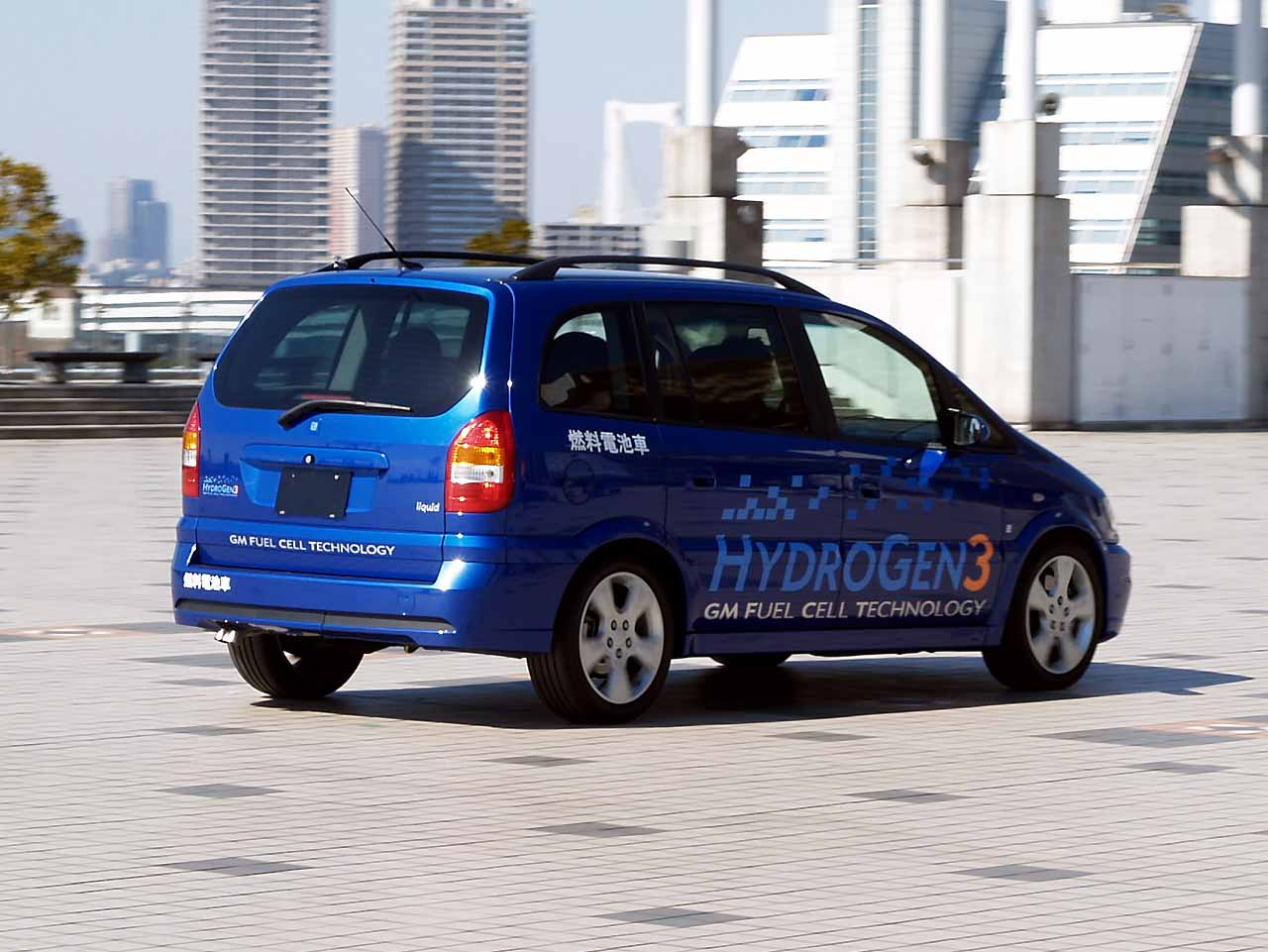
GM HydroGen3 - tył

Na początku XXI wieku General Motors rozpoczęło intensywne działania badawcze nad alternatywnymi źródłami napędu, prezentując w 2001 roku model HydroGen3. Pojazd wykorzystał nieznacznie zmodyfikowaną karoserię europejskiego Opla Zafiry, pod którą znalazł się układ napędowy wykorzystujący wodorowe ogniwa paliwowe.

### Produkcja
Próbna seria egzemplarzy testowych modelu GM HydroGen3 powstawała między 2001 a 2006 rokiem. Samochód nigdy nie trafił do regularnej, komercyjnej sprzedaży.

### Dane techniczne
Układ napędowy modelu HydroGen3 składa się z 73 kW silka elektrycznego, a także trzech zbiorników na wodór wykonanych z włókna węglowego na 440-ogniwowy pakiet ogniw. Prędkość maksymalna pojazdu wynosi 160 km/h.